# Дейл, Доминик
Домини́к Дейл (англ. Dominic Dale; род. 29 декабря 1971 года) — валлийский профессиональный игрок в снукер.

## Биография и карьера
Родился в городе Ковентри, но потом переехал со своей семьёй в Пенарт, Уэльс. В возрасте девятнадцати лет выиграл национальное первенство среди любителей, а чуть позже стал финалистом любительского чемпионата мира, где проиграл Ноппадону Ноппачорну — 9:11. После этих успехов его пригласили в мэйн-тур. Там Доминик и начал свою профессиональную карьеру.
Первый рейтинговый титул покорился валлийцу в 1997 году. Тогда он сенсационно выиграл третий по значимости турнир — Гран-при. На пути к победе он обыграл таких грандов снукера, как Стив Дэвис и Джимми Уайт. В финале он со счётом 9:6 переиграл будущего чемпиона мира, Джона Хиггинса. Ещё через два года Дейл помог своей валлийской команде одержать победу над Шотландией в Nations Cup. А в сезоне 1999/2000 он сумел дойти до стадии 1/2 на Thailand Masters и попал в четвертьфинал ЧМ.
Но затем долгое время Доминик не показывал выдающихся результатов и к 2006 году опустился до сороковой строчки в мировом рейтинге. Единственным его достижением за этот период стал выход в финал Benson & Hedges Championship. «Возродился» валлиец на Шанхай Мастерс 2007. Тогда ему вновь удалось оставить не у дел сильнейших игроков мира. В финале ему противостоял его товарищ, Райан Дэй. Начало Доминик явно провалил и после первой сессии уступал сопернику, 2:6. Но потом его игра словно преобразилась — Дейл взял восемь партий кряду. Он победил и, таким образом, стал всего двадцать четвёртым игроком за всю историю снукера, которому удавалось выиграть более одного рейтингового турнира.
В сезоне 2010/11 Дейл стал победителем 6-го этапа турнира серии РТС, переиграв в финале Мартина Гоулда со счётом 4:3. При этом Доминик Дейл заработал £ 10 000 и 2000 рейтинговых очков.
На какое-то время Доминик перебрался в Вену, Австрия, где вкупе с тренировками в местном клубе занимался популяризацией снукера. В настоящее время он вернулся в Великобританию, в Глостер.

## Достижения в карьере
- Гран-при — 1997
- Шанхай Мастерс — 2007
- Players Tour Championship 2010/2011 – Этап 6 — 2010
- Malay Masters — 1995
- Nations Cup (в составе команды Уэльса) — 1999

## Финалы турниров

### Финалы Рейтинговых турниров: 2 (2 победы, 0 поражений)
| Результат | №  | Год  | Турнир         | Соперник по финалу | Счёт |
| --------- | -- | ---- | -------------- | ------------------ | ---- |
| Чемпион   | 1. | 1997 | Grand Prix     | Джон Хиггинс       | 9–6  |
| Чемпион   | 2. | 2007 | Шанхай Мастерс | Райан Дэй          | 10–6 |

### Финалы Низкорейтинговых турниров: 2 (1 победа, 1 поражение)
| Результат | №  | Год  | Турнир                              | Соперник по финалу | Счёт |
| --------- | -- | ---- | ----------------------------------- | ------------------ | ---- |
| Чемпион   | 1. | 2010 | Players Tour Championship — Этап 6  | Мартин Гоулд       | 4–3  |
| Финалист  | 1. | 2011 | Players Tour Championship — Этап 11 | Майкл Холт         | 2–4  |

### Финалы Не Рейтинговых турниров: 4 (2 победы, 2 поражения)
| Результат | №  | Год  | Турнир               | Соперник по финалу | Счёт |
| --------- | -- | ---- | -------------------- | ------------------ | ---- |
| Чемпион   | 1. | 1996 | Malaysian Masters    | Дрю Хенри          | 8–3  |
| Финалист  | 1. | 2003 | Квалификация Мастерс | Нил Робертсон      | 5–6  |
| Финалист  | 2. | 2004 | General Cup          | Иссара Качайвон    | 3–6  |
| Чемпион   | 2. | 2014 | Snooker Shoot-Out    | Стюарт Бинэм       | 1–0  |

### Финалы профессионально-любительских турниров: 3 (3 победы, 0 поражений)
| Результат | №  | Год  | Турнир           | Соперник по финалу | Счёт |
| --------- | -- | ---- | ---------------- | ------------------ | ---- |
| Чемпион   | 1. | 2008 | 3 Kings Open     | Ричард Макхих      |      |
| Чемпион   | 1. | 2010 | 3 Kings Open (2) | Мэттью Коуч        | 5–1  |
| Чемпион   | 2. | 2011 | 3 Kings Open (3) | Тони Драго         |      |

### Финалы Коммандных турниров: 2 (1 победа, 1 поражение)
| Результат | №  | Год  | Турнир      | Команда / Напарники                                    | Соперники по финалу                                                    | Счёт |
| --------- | -- | ---- | ----------- | ------------------------------------------------------ | ---------------------------------------------------------------------- | ---- |
| Чемпион   | 1. | 1999 | Nations Cup | Уэльс: · Мэттью Стивенс · Марк Уильямс · Даррен Морган | Шотландия: · Стивен Хендри · Джон Хиггинс · Алан Макманус · Крис Смолл | 6–4  |
| Финалист  | 2. | 2000 | Nations Cup | Уэльс: · Мэттью Стивенс · Марк Уильямс · Даррен Морган | Англия: · Ронни О'Салливан · Джимми Уайт · Джон Пэррот · Стивен Ли     | 4–6  |